# Dassault Flamant
Dassault Flamant je francuski dvomotorni transportni zrakoplov razvijen neposredno nakon završetka Drugog svjetskog rata.

## Tehničke karakteristike
Izvori podataka: 
Osnovne karakteristike
- dužina: 12,60 m
- raspon krila: 20,21 m
- visina: 4,60 m

Letne karakteristike
- najveća brzina: 390 km/h
- motor: 2 x Renault 12 S 02 de 580 CV puis ili 2 x Snecma 12 T de 605 CV